# Regioni dell'Ucraina per indice di sviluppo umano
     0.758
     0.756
     0.748
     0.742
     0.738

Mappa dell'Ucraina secondo HDI 2017.
Legenda:
0.758
0.756
0.748
0.742
0.738

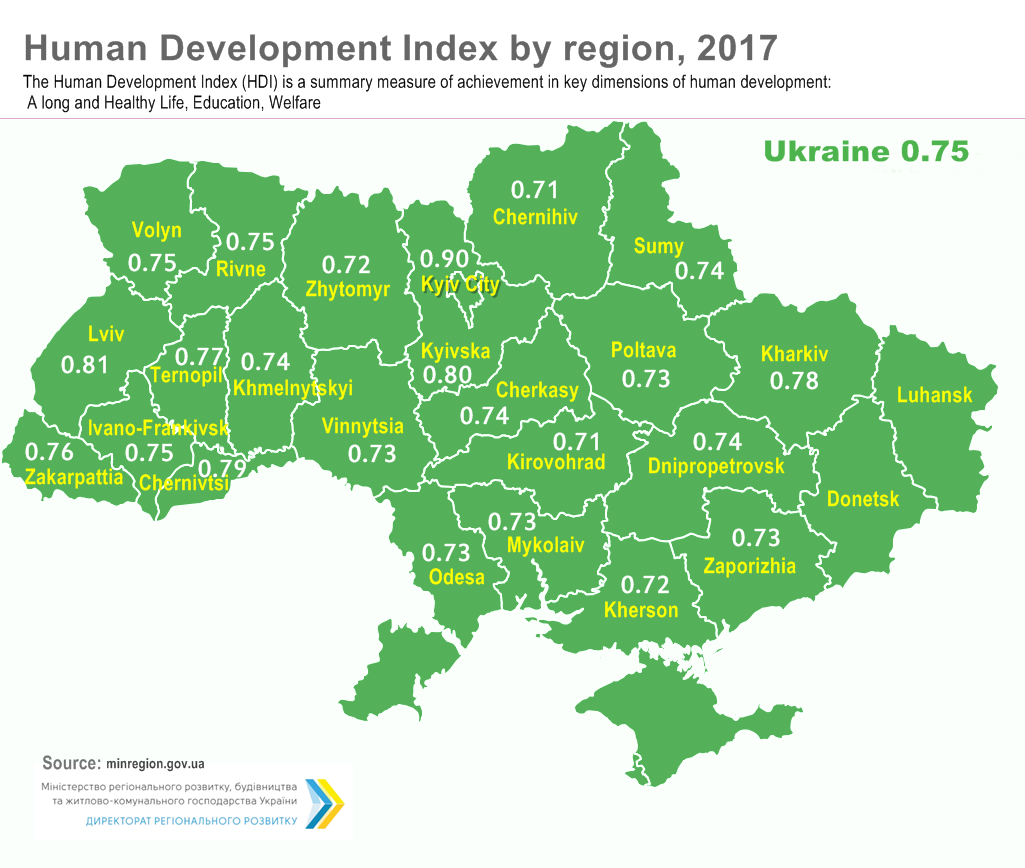
Indice HDI per regione, secondo il Ministero ucraino dello sviluppo

Questa è una lista delle regioni dell'Ucraina per indice di sviluppo umano al 2019 su dati 2018.
| Posizione              | Regione                | HDI (2018)             | Comparabile a          |
| High human development | High human development | High human development | High human development |
| ---------------------- | ---------------------- | ---------------------- | ---------------------- |
| 1                      | Ucraina meridionale    | 0.756                  | Cina                   |
| 2                      | Ucraina orientale      | 0.756                  | Cina                   |
| –                      | Ucraina (media)        | 0.750                  | Rep. Dominicana        |
| 3                      | Ucraina settentrionale | 0.748                  | Rep. Dominicana        |
| 4                      | Ucraina occidentale    | 0.741                  | Tunisia                |
| 5                      | Ucraina centrale       | 0.739                  | Tunisia                |